# Antonius Purisol
Antonius Purisol († 1645 in Kaisersteinbruch, Westungarn, heute Burgenland) war ein Steinmetzmeister und Bildhauer der Renaissance. 

## Leben
Meister Antonius Purisol kann im kaiserlichen Steinbruch am Leithaberg erstmals um 1640 nachgewiesen werden, als er von Abt Michael Schnabel vom Stift Heiligenkreuz als Obrigkeit einen Steinbruch samt Grundstück erhielt, auf dem er ein Haus erbaute. 
In den Ereignisprotokollen der Wiener Steinmetz-Akten zum 5. Mai 1644 ist festgehalten: „... ist ein ehrsames Handwerk der bürgerlichen Steinmetz- und Maurermeister zu Wien bei Herrn Jacob Spazzio, Unterzechmeister, wegen der Streitigkeiten der Meister Ambrosius Petruzzy und Antonius Purisol – die Steinmetz-Hütte bei St. Michael betreffend – beisammen gewesen. Es wurde entschieden, daß Meister Ambrosius die Hütte allein verbleiben solle, und solle keinem Meister zwei Hütten zugelassen, noch in einer Hütte zwei Meister ferner erlaubt werden.“